# Clenbuterol
Clenbuterol ist ein Arzneistoff aus der Gruppe der β2-Sympathomimetika und wird zur Behandlung von Asthma eingesetzt. Außerdem besitzt es eine zuverlässige tokolytische (wehenhemmende) Wirkung, die in der Tiermedizin ausgenutzt wird. Clenbuterol unterliegt der ärztlichen Verschreibungspflicht und wird von Boehringer Ingelheim Pharma KG vertrieben. Darüber hinaus kam der Stoff durch seine missbräuchliche Anwendung in der Sportmedizin als Dopingmittel in Verruf.

## Doping
In Verruf gekommen ist Clenbuterol durch den in Europa illegalen Einsatz in der Kälbermast sowie den missbräuchlichen Einsatz als Doping-Mittel. Auch prominente Sportler wie die ehemalige Leichtathletin Katrin Krabbe, der Gewinner der Tour de France 2010 und des Giro d’Italia 2011 Alberto Contador und die ehemaligen Radrennfahrer Dschamolidin Abduschaparov und Frank Vandenbroucke benutzten Clenbuterol zur Leistungssteigerung, ebenso der Bodybuilder Andreas Münzer und der australische Schwergewichtsboxer Lucas Browne.
Obwohl Clenbuterol nicht zur Gruppe der anabolen Steroide gehört, wird eine anabole Wirkung auf die quergestreifte Muskulatur diskutiert. Seit 2012 wird Clenbuterol (nicht nur von Bodybuildern) auch als Mittel eingesetzt, um Körperfett schneller zu verbrennen.
Clenbuterol kann eine Reihe von Nebenwirkungen verursachen, wie eine erhöhte Herzfrequenz (Tachykardie) oder Muskelzittern (feinschlägiger Tremor) sowie eine leichte Steigerung der Körpertemperatur und Kopfschmerzen. Die meisten dieser Nebenwirkungen sind temporärer Natur und verschwinden in der Regel bei Fortführung der Einnahme. Obwohl Clenbuterol im Sport zur Leistungssteigerung eingesetzt wird, ist das Nebenwirkungspotential bei gesunden Personen deutlich geringer als bei der Einnahme von Hormonpräparaten. Typische Nebenwirkungen von anabolen Hormonen sind durch die Einnahme von Clenbuterol nicht zu erwarten, da Clenbuterol nicht in das sensible Hypophysen-Gonaden-Hormonregelsystem eingreift.
Das Poison Control Center in Sydney hat im Jahr 2014 die bis dato 63 im Center behandelten Fälle analysiert. Es wurde festgestellt, dass die Fälle seit 2012 deutlich zugenommen haben und 84 % davon ins Krankenhaus eingeliefert werden mussten, wobei es einen Todesfall gab. Zu den häufigsten Begleiterscheinungen zählen ein Absacken des Blutdrucks, Sinustachykardie, deutlich erhöhte Werte des kardialen Troponins (403 ng/L (reference interval [RI], < 14 ng/L) und Abfall der Kalium-Werte. Die Autoren weisen darauf hin, dass niedrig dosiertes Clenbuterol, wie es von mit Clenbuterol gemästeten Kälbern mit der Nahrung aufgenommen werden kann, nicht das Problem darstellt, dass aber hohe Dosierungen zwecks Gewichtsabnahme und Muskelzuwachs lebensbedrohlich sein können.

## Chemie
Clenbuterol ist ein chiraler Arzneistoff mit einem Stereozentrum. Das wirksame Isomer (Eutomer) ist das (R)-Clenbuterol. Therapeutisch wird das Racemat, die 1:1-Mischung des (S)- und des (R)-Isomers, eingesetzt.

## Analytik
Die zuverlässige Identifizierung und quantitative Bestimmung von Clenbuterol in Harn- oder Blutproben wird mit Hilfe der Gaschromatographie-Massenspektrometrie-Kopplung (GC-MS) vorgenommen.

## Handelsnamen
Monopräparate
Spiropent (D) – Tabletten und Tropfen
Kombinationspräparate
mit AmbroxolMucospas (D, A), Spasmo-Mucosolvan (D)
Veterinärmedizin
Venti Plus (A), Ventipulmin (A)